# Affler
Affler là một đô thị ở huyện Bitburg-Prüm, trong bang Rheinland-Pfalz, phía tây nước Đức. Đô thị Affler có diện tích 1,99 km², dân số thời điểm ngày 30 tháng 8 năm 2006 là 30 người.